# Стеван Јакшић (боксер)
Стеван Јакшић (Уштица, 11. новембар 1912 — Београд, 22. октобар 1972) je некадашњи југословенски боксер и физиотерапеут.
Боксом се почео бавити веома млад, а већ са 17 година, 1929. године, био је првак Хрватске у мува категорији.
Када је 26. јуна 1929. основан Тешкоатлетски и шакачки савез Југославије, који је потом постао члан међународних боксерских федерација ФИБА (за аматере) и ИБА (за професионалце). Стефан Јакшић и Јурај Модрић били су први боксери из Југославије који су стекли међународну професионалну лиценцу. Борио се од велтер до тешке категорије. Вишеструки је првак Југославије, прву пут 1930. (велтер категорија).
Од 185 мечева 160 је добио нокаутом.
Године 1947. је оснивач, функционер и тренер Боксерског клуба Партизан из Београда, а од 1947—48 тренер Боксерске репрезентаије Југославије. Године 1948, био је у затвору у Билећи, а затим на Голом отоку, као политички затвореник.
По повратка са Голог отока, поново је постављен за тренера репрезентације од 1955. до 1959. и наставник за бокс у Савезно предњачко-тренерској школи у Београду (1957—60).
Умро је у Београду 1972. године.